# بریتن-نورمن
بریتن-نورمن (به انگلیسی: Britten-Norman) یک شرکت سازنده‌ی هواگرد است که در شهر لندن، بریتانیا قرار دارد. این شرکت تنها شرکت مستقل تولید کننده هواپیمای سبک در بریتانیا است.
این شرکت بیش از ۱۳۰۰ هواپیما را به مشتریانش در بیش از ۱۲۰ کشور دنیا تحویل داده است.